# Dejan Brđović
Dejan Brđović est un joueur de volley-ball yougoslave né le 21 février 1966 à Kraljevo et mort le 21 décembre 2015 à Belgrade. 
Il compte 300 sélections en équipe de RF de Yougoslavie de volley-ball et remporte avec elle la médaille d'argent aux Jeux méditerranéens de 1991 à Athènes et la médaille de bronze aux Jeux olympiques d'été de 1996 à Atlanta.